# Campionati del mondo di corsa in montagna 2010
I Campionati del mondo di corsa in montagna 2010 si sono disputati a Kamnik, Velika Planina, in Slovenia, il 5 settembre 2010 sotto il nome di "World Mountain Running Championships". Il titolo maschile è stato vinto da Samson K. Gashazghi, quello femminile da Andrea Mayr. I mondiali di corsa in montagna sono, a partire dal 2009 compreso, una competizione riconosciuta ufficialmente dalla International Association of Athletics Federations (IAAF).

## Uomini Seniores
Individuale
| Pos.    | Atleta              | Nazione       | Tempo  |
| ------- | ------------------- | ------------- | ------ |
| Oro     | Samson K. Gashazghi | Eritrea       | 56'25" |
| Argento | Azeria Teklay       | Eritrea       | 56'28" |
| Bronzo  | Geoffrey Kusuro     | Uganda        | 56'57" |
| 4       | Petro Mamu          | Eritrea       | 57'00" |
| 5       | Stephen Kiprotich   | Uganda        | 57'16" |
| 6       | Abraham Kidane      | Eritrea       | 57'55" |
| 7       | Ahmet Arslan        | Turchia       | 58'14" |
| 8       | Jonathan Wyatt      | Nuova Zelanda | 58'23" |
| 9       | Mohamed Haben       | Eritrea       | 58'59" |
| 10      | Joe Gray            | Stati Uniti   | 59'27" |

Squadre
| Pos.    | Squadra     | Punti |
| ------- | ----------- | ----- |
| Oro     | Eritrea     | 13    |
| Argento | Stati Uniti | 71    |
| Bronzo  | Italia      | 77    |

## Uomini Juniores
Individuale
| Pos.    | Atleta          | Nazione     | Tempo  |
| ------- | --------------- | ----------- | ------ |
| Oro     | Yossief Tekele  | Eritrea     | 42'30" |
| Argento | Ridvan Bozkurt  | Turchia     | 46'00" |
| Bronzo  | Jente Joly      | Belgio      | 46'29" |
| 4       | Ergin Ulas      | Turchia     | 46'59" |
| 5       | Michael Gras    | Francia     | 47'14" |
| 6       | Dewi Griffiths  | Regno Unito | 47'36" |
| 7       | Maciej Bierczak | Polonia     | 48'15" |
| 8       | Anton Palzer    | Germania    | 48'44" |
| 9       | Fabian Alraun   | Germania    | 49'03" |
| 10      | Martin Mattle   | Austria     | 49'07" |

Squadre
| Pos.    | Squadra  | Punti |
| ------- | -------- | ----- |
| Oro     | Turchia  | 20    |
| Argento | Germania | 33    |
| Bronzo  | Italia   | 41    |

## Donne Seniores
Individuale
| Pos.    | Atleta               | Nazione  | Tempo  |
| ------- | -------------------- | -------- | ------ |
| Oro     | Andrea Mayr          | Austria  | 49'30" |
| Argento | Valentina Belotti    | Italia   | 50'08" |
| Bronzo  | Martina Strähl       | Svizzera | 50'42" |
| 4       | Svetlana Semova      | Russia   | 51'02" |
| 5       | Mateja Kosovelj      | Slovenia | 51'24" |
| 6       | Antonella Confortola | Italia   | 52'19" |
| 7       | Elena Rukhlyada      | Russia   | 52'30" |
| 8       | Claudia Helfenberger | Svizzera | 52'35" |
| 9       | Maria Grazia Roberti | Italia   | 52'42" |
| 10      | Bernadette Meier     | Svizzera | 52'57" |

Squadre
| Pos.    | Squadra  | Punti |
| ------- | -------- | ----- |
| Oro     | Italia   | 17    |
| Argento | Svizzera | 21    |
| Bronzo  | Russia   | 36    |

## Donne Juniores
Individuale
| Pos.    | Atleta            | Nazione     | Tempo  |
| ------- | ----------------- | ----------- | ------ |
| Oro     | Yasemin Can       | Turchia     | 24'04" |
| Argento | Burcu Dag         | Turchia     | 24'42" |
| Bronzo  | Adelaide Pantheon | Francia     | 24'48" |
| 4       | Heidi Weng        | Norvegia    | 25'25" |
| 5       | Cristina Negru    | Romania     | 26'01" |
| 6       | Lea Einfalt       | Slovenia    | 26'15" |
| 7       | Catriona Buchanan | Regno Unito | 26'26" |
| 8       | Denisa Dragomic   | Romania     | 26'30" |
| 9       | Yagmur Tarhan     | Turchia     | 26'34" |
| 10      | Kamila Paluch     | Polonia     | 26'39" |

Squadre
| Pos.    | Squadra     | Punti |
| ------- | ----------- | ----- |
| Oro     | Turchia     | 3     |
| Argento | Romania     | 13    |
| Bronzo  | Regno Unito | 19    |

## Medagliere
| Posizione | Paese       | Oro | Argento | Bronzo | Totale |
| --------- | ----------- | --- | ------- | ------ | ------ |
| 1         | Turchia     | 3   | 2       | 0      | 5      |
| 2         | Eritrea     | 3   | 1       | 0      | 4      |
| 3         | Italia      | 1   | 1       | 2      | 4      |
| 4         | Austria     | 1   | 0       | 0      | 1      |
| 5         | Svizzera    | 0   | 1       | 1      | 2      |
| 6         | Germania    | 0   | 1       | 0      | 1      |
| 6         | Romania     | 0   | 1       | 0      | 1      |
| 6         | Stati Uniti | 0   | 1       | 0      | 1      |
| 9         | Regno Unito | 0   | 0       | 1      | 1      |
| 9         | Francia     | 0   | 0       | 1      | 1      |
| 9         | Russia      | 0   | 0       | 1      | 1      |
| 9         | Belgio      | 0   | 0       | 1      | 1      |
| 9         | Uganda      | 0   | 0       | 1      | 1      |